# Dolichopus angusticornis
Dolichopus angusticornis är en tvåvingeart som beskrevs av Van Duzee 1921. Dolichopus angusticornis ingår i släktet Dolichopus och familjen styltflugor.
Artens utbredningsområde är Indiana. Inga underarter finns listade i Catalogue of Life.